# کنشیچی یوکویاما
کنشیچی یوکویاما (انگلیسی: Kenshichi Yokoyama؛ زادهٔ ۲۲ سپتامبر ۱۹۱۶) بازیکن بسکتبال اهل ژاپن بود.